# Justicia rictus
Justicia rictus är en akantusväxtart som beskrevs av Raymond Benoist. Justicia rictus ingår i släktet Justicia och familjen akantusväxter. Inga underarter finns listade i Catalogue of Life.